# Tommy Walker
Tommy Walker (Livingston, Escocia, 26 de mayo de 1915 - Edimburgo, Escocia, 11 de enero de 1993) fue un futbolista y director técnico escocés. Se desempeñaba en la posición de delantero.

## Selección nacional
Fue internacional con la selección de fútbol de Escocia en 21 ocasiones y marcó 9 goles. Debutó el 21 de noviembre de 1934, en un encuentro ante la selección de Gales que finalizó con marcador de 3-2 a favor de los escoceses.

## Clubes

### Como futbolista
| Club                | País       | Año         |
| ------------------- | ---------- | ----------- |
| Heart of Midlothian | Escocia    | 1933 - 1946 |
| Chelsea F. C.       | Inglaterra | 1946 - 1948 |
| Heart of Midlothian | Escocia    | 1948        |

### Como entrenador
| Club                | País    | Año         |
| ------------------- | ------- | ----------- |
| Heart of Midlothian | Escocia | 1951 - 1966 |
| Raith Rovers        | Escocia | 1967 - 1969 |

## Palmarés

### Como entrenador
| Título                     | Club                | País    | Año     |
| -------------------------- | ------------------- | ------- | ------- |
| Copa de la Liga de Escocia | Heart of Midlothian | Escocia | 1954-55 |
| Copa de Escocia            | Heart of Midlothian | Escocia | 1955-56 |
| Scottish Premiership       | Heart of Midlothian | Escocia | 1957-58 |
| Copa de la Liga de Escocia | Heart of Midlothian | Escocia | 1958-59 |
| Scottish Premiership       | Heart of Midlothian | Escocia | 1959-60 |
| Copa de la Liga de Escocia | Heart of Midlothian | Escocia | 1959-60 |
| Copa de la Liga de Escocia | Heart of Midlothian | Escocia | 1962-63 |